# Dickursby
Dickursby (finska: Tikkurila, på slang: Tiksi) är en stadsdel med järnvägsstation i Vanda stad i landskapet Nyland. 
Dickursby ligger 16 kilometer norr om Helsingfors centrum på den norra sidan av Kervo å. Stadsdelen är Vandas administrativa centrum och det viktigaste centrumet i Vanda tillsammans med Myrbacka. Där finns bland annat stadshuset, polisstationen och de flesta av stadens inrättningar. Bland sevärdheterna kan nämnas vetenskapscentret Heureka och Vanda stadsmuseum. Dickursby har inte blivit ett klart centrum i Vanda eftersom Helsingfors-Vanda flygplats delar staden i två delar. Dickursby fungerar som centrum för den östra delen medan Myrbacka gör det i den västra delen. Jämfört med övriga Vanda bor det mera äldre människor och färre stora familjer i Dickursby. Stadsdelen hör till de tio stadsdelar i Vanda där andelen ägarbostäder understiger 50 %. Bostädernas medelstorlek är den lägsta i Vanda, 58 kvadratmeter. 

## Dickursby storområde

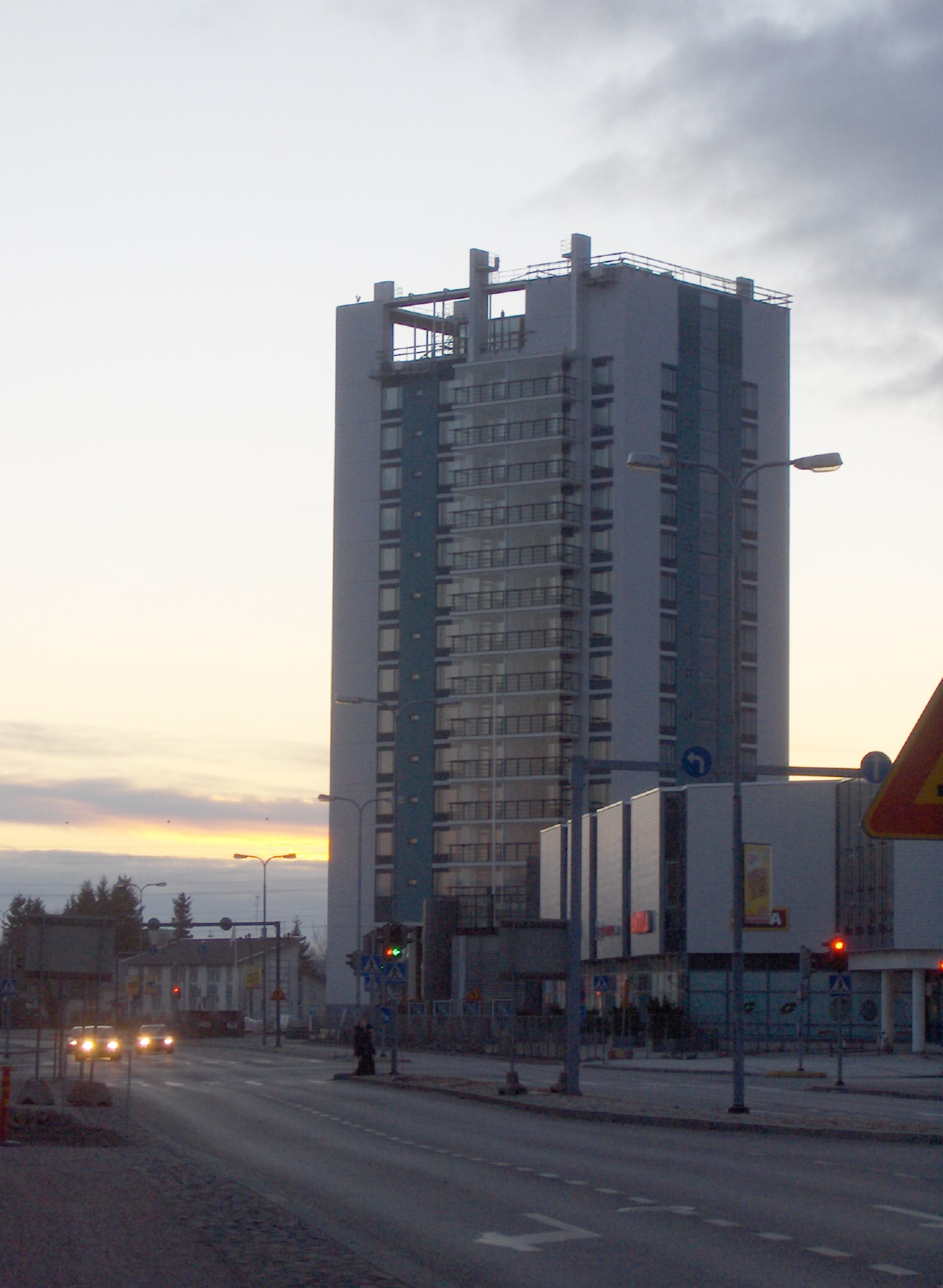
Kielotorni, byggt 2005

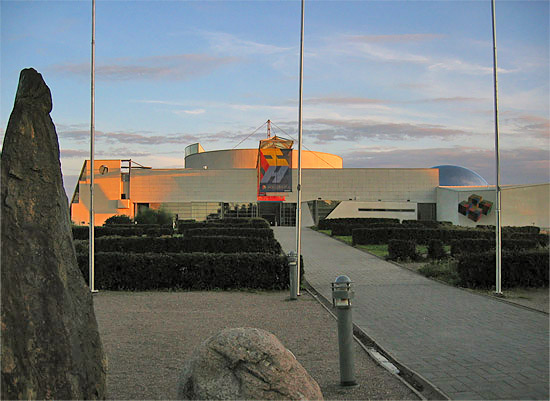
Vetenskapscentret Heureka

Dickursby storområde (mörkgrön på kartan) omfattar 17 stadsdelar i mellersta Vanda. Storområdet hade 48 900 invånare år 2023.

## Begreppet Dickursby
Administrativt är Dickursby endast området väster om järnvägen närmast stationen. Till tätorten Dickursby räknas också Ånäs, Sandkulla, Bäckby och Simonsböle. En stor del av Dickursby upptas av administrations- och affärsbyggnader samt offentlig service. Det bodde 4 727 människor i stadsdelen Dickursby år 2006, vilket betyder en tillväxt på cirka 20 % under 10 år. 2023 hade invånartalet fördubblats till 8 800. 

## Historia
Dickursby var känt som en marknadsplats redan under 1500-talet, vilket också gett dess namn; Dickur betyder ett knippe med 10 skinn. Området förblev glest bebott ända till 1800-talets slut. 
År 1862 togs Stambanan i bruk mellan Helsingfors och Tavastehus. En av dess sju stationer byggdes i Dickursby eftersom järnvägen där korsade den gamla landsvägen Åbo–Viborg (Kungsvägen). Tavastehus läns länsarkitekt Carl Albert Edelfelt (Albert Edelfelts far) planerade Dickursby station i nyrenässans. Tegelbyggnaden representerade tidig europeisk järnvägsarkitektur. I dag fungerar Vanda stadsmuseum i byggnaden som togs ur järnvägsbruk på 1970-talet. Järnvägen hämtade industrier till Dickursbyforsen i Kervo å där ett oljeslageri och ett fernissakokeri startade sin verksamhet. Dessa gav upphov till målarfärgsföretaget Tikkurila som fortfarande verkar på orten. Järnvägen lockade också nya invånare till Dickursby. 
År 1946 blev Dickursby nytt administrativt centrum i Helsinge kommun (Vanda stad sedan 1974) då Malm inkorporerades med Helsingfors. På 1960- och 1970-talen växte Dickursby till den största tätorten i landskommunen. 
Det första enhetliga området med höghus byggdes nära Kervo å i slutet av 1960-talet. Byggnaderna var cirka 6 våningar höga.

## Det urbana landskapet
Dickursby är rätt glest bebyggt och domineras av bilvägar som kantas av planteringar. De två till fyra våningar höga husen har byggts längre in från vägarna. De flesta byggnader är från 1970-talet eller senare. Det allmänna intrycket är splittrat eftersom stadsdelen växte snabbt och utan helhetsplanering från en järnvägsstation på landsorten till det administrativa centrumet för Finlands fjärde största stad. Stadsdelen byggs om sakteliga för att bli mera tät och centrumlik med nya administrationsbyggnader och högre bostadshus. Den högsta byggnaden är Kielotorni med 16 våningar. Ett resecentrum öppnades vid stationen 2015. Det finns många parkeringsplatser i Dickursby varav de flesta är på marknivå. Detta slösande av byggnadsmark möjliggör att man kan förtäta Dickursby så att stadsdelen bättre kan passa som administrativt centrum för Finlands fjärde största stad.